# Олов'янніков Микола Юхимович
Микола Юхимович Олов'янніков (22 грудня 1922, Медвенка, Курська губернія — 15 квітня 2021 Москва) — радянський льотчик штурмової авіації під час Німецько-радянської війни, Герой Радянського Союзу (26.10.1944). Полковник.

## Біографія
Народився 22 грудня 1922 року в селі Медвенка (нині селище міського типу Курської області) у родині селянина. Російська. Після смерті батька мати з трьома дітьми у 1930 році переїхала до селища Костянтинівка, нині місто Донецької області України. Там закінчив 8 класів школи та аероклуб.
У Червоній Армії з 28 червня 1941 року. В 1943 закінчив Ворошиловградську військово-авіаційну школу пілотів (діяла в евакуації в Уральську, Казахська РСР). Учасник Німецьо-радянської війни з липня 1943 року всю війну пройшов у складі 312-го штурмового авіаційного полку . Член ВКП(б) з 1944 року.
Микола Олов'янніков виконав свій перший бойовий виліт 12 липня 1943 року під час Курської битви, учасник Смоленської наступальної операції, операції «Багратіон», Східно-Прусської операції та штурму Кенігсберга.
Командир ланки 312-го штурмового авіаційного полку 233-ї штурмової авіаційної дивізії 4-ї штурмової авіаційний корпус 4-ї повітряної армії 2-го Білоруського фронту лейтенант Микола Олов'янніков до серпня 1944 року здійснив 100 бойових вилетів, знищив 2 літаки на аеродромах, 5 танків, 15 залізничних вагонів, чимало іншої військової техніки ворога.
Указом Президії Верховної Ради СРСР від 26 жовтня 1944 року за зразкове виконання бойових завдань командування на фронті боротьби з німецько-фашистськими загарбниками та виявлені при цьому мужність і героїзм, лейтенанту Олов'янникову Миколі Юхимовичу присвоєно звання Героя Радянського Союзу з врученням ордена Леніна та медалі «Золота Зірка».
Усього за роки війни Микола Юхимович Олов'янніков здійснив 212 бойових вильотів. Востаннє вже на посаді заступника командира ескадрильї штурмував війська противника 7 травня 1945 року на узбережжі Балтійського моря у районі Свіноуйсьце.
Після війни продовжував службу у ВПС СРСР. У 1950 році закінчив Вищі льотно-тактичні курси удосконалення офіцерського складу, а в 1956 — Військово-повітряну академію. З 1956 року служив начальником штабу винищувального авіаційного полку та начальником розвідки винищувальної авіаційної дивізії. Із серпня 1962 року гвардії полковник М. Ю. Олов'янніков — у запасі.
Працював у Московському інституті нафтохімічної та газової промисловості: лаборантом кафедри військової спеціальної підготовки в 1963—1964 роках, навчальним майстром кафедри в 1964—1965, 1966—1976, 1977—1981 роках, начальником відділу кадрів у 1665—1965 роках. у 1976—1977 роках, старшим лаборантом кафедри у 1981—1992 роках, майстром виробничого навчання у 1992—1993 роках, інженером військової кафедри у 1993—1995 роках. З 1963 по 1995 рік — голова партбюро військової кафедри цього навчального закладу, багато років — беззмінний голова Ради ветеранів інституту.
Нагороджений орденом Леніна (26.10.1944), трьома орденами Червоного Прапора (3.02.1944, 28.02.1945, 25.05.1945), двома орденами Вітчизняної війни 1-го ступеня (12.01.8.19. 8.10.1943, 30.12.1956), медаллю «За бойові заслуги» (19.11.1951), медаллю «За взяття Кенігсберга», медаллю «Ветеран праці» (1987), низкою інших медалей СРСР і Росії.
Помер 15 квітня 2021 року.